# Ahmad Chomejní
Ahmad Chomejní (persky سید احمد خمینی, narozen 1945 v Qomu, zemřel 17. března 1995 v Teheránu) byl íránský islámský duchovní, mladší ze dvou synů Rúholláha Chomejního a otec Hasana Chomejního. Byl spolupracovníkem a pomocníkem svého otce v čase íránské islámské revoluce. Po smrti svého otce neuspěl v mocenském boji a stal se dohlížitelem na Chomejního mauzoleum.
Zemřel v roce 1995, ve věku 49 let, údajně na infarkt. Podle nepotvrzených zvěstí nezemřel přirozenou smrtí – byl údajně otráven kyanidem poté, co otevřeně kritizoval v tisku stávající poměry v Íránu.
Je pohřben v Chomejního mauzoleu vedle svého otce.